# CSKA (linea Bol'šaja kol'cevaja)
CSKA (in russo ЦСКА?) è una stazione della Metropolitana di Mosca situata sulla Linea Bol'šaja kol'cevaja, è stata inaugurata il 26 febbraio 2018.